# Anadyr (Fluss)
Der 1146 km lange Anadyr (russisch Ана́дырь) ist ein Fluss bzw. Strom in Ostsibirien (Russland, Asien).

## Flusslauf
Der Anadyr entspringt im Anadyr-Plateau südwestlich des Sees Elgygytgyn. Er fließt von dort aus in südwestlicher Richtung. Bei Flusskilometer 759 trifft der Anadyr auf den rechten Nebenfluss Jablon. Der Anadyr wendet sich nun nach Osten und durchfließt das Anadyrtiefland, bis er, zuletzt sich stark verbreiternd, die Stadt Anadyr erreicht. Diese liegt innerhalb seiner langgestreckten Trichtermündung an einer Engstelle, die Süß- von Brackwasser scheidet. Weiter abwärts geht der Anadyr ins Beringmeer über.

## Landschaftsbild
Die Landschaft am Anadyr wird zumeist von Waldtundra und Tundra beherrscht. In der Tundra können sich wegen des Permafrosts und des nur geringen Wassergehalts im Boden keine höherwachsenden Pflanzen entwickeln, sondern es herrschen Flechten, Moose, Sträucher und Farne vor.
Die bedeutendsten Nebenflüsse sind von rechts Jablon, Jeropol und Main, von links Tschineiwejem, Belaja und Tanjurer.

## Einzugsgebiet & Schiffbarkeit
Das Einzugsgebiet des Anadyr, der größtenteils schiffbar ist, umfasst 191.000 km².